# Автошлях Т 1426
Автошлях Т 1426 — автомобільний шлях територіального значення у Львівській області. Проходить східною околицею Стрия до перетину з Т 1418 у центрі міста. Загальна довжина — 4,1 км.

## Маршрут
Автошлях проходить через такі населені пункти:
| Автошлях Т 1426   |         |
| Львівська область |         |
| Стрийський район  |         |
|                   | E471М12 |
|                   | Т 1418  |